# Вака, Генри
Генри Вака Уркиса (исп. Henry Vaca Urquiza; род. 27 января 1998[…], Санта-Крус-де-ла-Сьерра) — боливийский футболист, полузащитник клуба «Боливар» и сборной Боливии.

## Клубная карьера
Вака — воспитанник клуба «Тауичи». В 2014 году он подписал контракт с «Кальеха», где выступал на протяжении двух сезонов. В 2016 году Генри перешёл в чилийский «О’Хиггинс», за который так и не смог дебютировать. В 2017 году Вака вернулся на родину, став игроком клуба «Стронгест». 12 марта в матче против «Петролеро» он дебютировал в боливийской Примере. 30 апреля в поединке «Петролеро» Генри забил свой первый гол за «Стронгест». В своём дебютном сезоне игрок помог клубу выиграть чемпионат.
Летом 2019 года Вака был арендован перуанским «Университарио». 21 июля в матче против «Пирата» он дебютировал в перуанской Примере. В 2020 году Генри был арендован бразильским «Атлетико Гояниенсе». 7 сентября в матче против «Гремио» он дебютировал в бразильской Серии A.
В 2021 году Вака подписал контракт с «Ориенте Петролеро». 14 марта в матче против «Стронгеста» он дебютировал за новую команду. 4 апреля в поединке против «Хорхе Вильстерманн» Генри забил свой первый гол за «Ориенте Петролеро». В 2022 год игрок на правах аренды вернулся в «Стронгест». Летом 2023 года Вака перешёл в израильский «Маккаби Бней Рейне». 26 августа в матче против «Маккаби Нетания» он дебютировал в чемпионате Израиля.
В начале 2024 года Вака вернулся на родину, подписав контракт с клубом «Боливар». 31 марта в матче против своего бывшего клуба «Ориенте Петролеро» он дебютировал за новую команду.

## Карьера в сборной
В начале 2015 года Вака в составе юношеской сборной Боливии принял участие в юношеском чемпионате Южной Америки в Парагвае. На турнире он сыграл в матчах против Уругвая, Чили, Аргентины и Эквадора. В поединках против чилийцев и уругвайцев Генри забил по голу.
В 2017 года Вака в составе молодёжной сборной Боливии принял участие в молодёжном чемпионате Южной Америки в Эквадоре. На турнире он сыграл в матчах против команд Перу, Аргентины и Уругвая.
10 сентября 2018 года в товарищеском матче против сборной Саудовской Аравии Вака дебютировал за сборную Боливии.
В 2021 году Вака принял участие в Кубке Америки в Бразилии. На турнире он принял участие в матчах против сборных Аргентины и Уругвая.
16 ноября 2023 года в отборочном матче чемпионата мира 2026 против сборной Перу Вака забил свой первый гол за национальную команду.

### Голы за сборную Боливии
| #   | Дата           | Место                          | Противник | Счёт | Результат | Соревнование                     |
| --- | -------------- | ------------------------------ | --------- | ---- | --------- | -------------------------------- |
| 01. | 16 ноября 2023 | Эрнандо Силес, Ла-Пас, Боливия | Перу      | 1:0  | 2:0       | Чемпионат мира 2026 квалификация |

## Достижения
Клубные
 «Стронгест»
- Победитель боливийской Примеры — Апертура 2017